# Національна спілка кінематографістів України
Національна спілка кінематографістів України (НСКУ) — громадська організація, метою якої є сприяння розвитку українських екранних мистецтв як органічної складової національної та світової культури, участь у створенні концепцій розвитку та співпраці кіногалузі і телевідеопростору, захист творчо-професійних, авторських і соціальних прав членів Спілки.
Голова Спілки — Сергій Борденюк. Кількісний склад Спілки — 1223 особи.
У власності спілки Будинок кіно — чотириповерхова споруда у Києві по вулиці Саксаганського, 6.
З 2014 року НСКУ присуджує щорічну Премію Національної спілки кінематографістів України найкращим фільмам року українського виробництва.

## Історія
Була створена як Спілка кінематографістів України постановою Ради Міністрів УРСР 1957 року (спершу як Оргбюро), уконституйована на першому установчому з'їзді в січні 1963 року, на якому обрано правління спілки з осідком у Києві (голова Т. Левчук). Спілка кінематографістів України на 1971 рік мала філію в Одесі; об'єднувала 500 членів. До 1990 року була регіональним відділенням Союзу кінематографістів СРСР (1957—1990).
7 жовтня 1997 року Верховна Рада України прийняла Закон «Про професійних творчих працівників та творчі спілки». Після цього Національна спілка кінематографістів відповідно до цього закону змінила й свій Статут.
У 2000 постановою Кабінету міністрів України надано статус Національної спілки.
Праця її була розгалужена по секціях і комісіях (мистецької, науково-популярної і хронікально-документальної кінематографії, кінодраматургії, кінокритики, науки і техніки, історії і теорії кіна тощо). Разом з Державним комітетом Ради Міністрів у справах кінематографії Спілка кінематографістів України видавала місячник «Новини кіноекрану» (з 1961).
16 червня 2017 року Спілка відреагувала на критику Держкіно, щодо його політики в галузі підтримки українського кінематографу. У «Відкритому листі представників української кіноіндустрії з приводу інформаційної кампанії проти Держкіно» представники української кіноіндустрії підтримали державний орган на чолі з Пилипом Іллєнком та засудили моральний та інформаційний тиск на керівництво Держкіно.
27 червня 2017 року пленум Правління НСКУ прийняв відставку голови спілки Тараса Ткаченка і призначив виконувачем обов'язків голови Олену Парфенюк.
28 серпня 2017 року, на позачерговому з'їзді, головою НСКУ обрано Олеся Янчука.